# Pitkäjärvi (Gällivare socken, Lappland, 746635-167444)
Pitkäjärvi är en sjö i Gällivare kommun i Lappland och ingår i Luleälvens huvudavrinningsområde. Sjön har en area på 0,64 kvadratkilometer och ligger 457,9 meter över havet. Pitkäjärvi ligger i Sjaunja Natura 2000-område.

## Delavrinningsområde
Pitkäjärvi ingår i det delavrinningsområde (746671-167526) som SMHI kallar för Utloppet av Pitkejärvi. Medelhöjden är 459 meter över havet och ytan är 2,45 kvadratkilometer. Det finns inga avrinningsområden uppströms utan avrinningsområdet är högsta punkten. Vattendraget som avvattnar avrinningsområdet har biflödesordning 3, vilket innebär att vattnet flödar genom totalt 3 vattendrag innan det når havet efter 256 kilometer. Avrinningsområdet består mestadels av skog (14 procent) och sankmarker (60 procent). Avrinningsområdet har 0,64 kvadratkilometer vattenytor vilket ger det en sjöprocent på 26,1 procent.